# Panórama (Héraklion)
Pour les articles homonymes, voir Panorama (homonymie).
Panórama, en grec moderne : Πανόραμα est un village du dème de Minóa Pediáda, en Crète, en Grèce. Selon le recensement de 2001, la population de Panórama compte 183 habitants. Il est situé à une altitude de 540 m et à 29,5 km de Héraklion.